# Symphytognatha picta
Symphytognatha picta is een spinnensoort uit de familie Symphytognathidae. De soort komt voor in West-Australië.